# عبدالعزیز هوتک
شاه عبدالعزیز هوتک غلجائی (مرگ در ۱۷۱۷) دومین فرمانروای دودمان هوتکی غل‌زایی قندهار بود. او در سال ۱۷۱۵ پس از مرگ برادرش، میرویس خان هوتک، تاجگذاری کرد. شاه عبدالعزیز هوتکی غلجائی پدر اشرف افغان، چهارمین فرمانروای هوتکی غلجائی بود که علیه صفویان قیام کرد. او در سال ۱۷۱۷ به دست برادر زاده اش، محمود هوتکی، کشته شد.